# Zabłotce (Sanok)
Pour les articles homonymes, voir Zabłotce.
Zabłotce est une localité polonaise de la gmina et du powiat de Sanok en voïvodie des Basses-Carpates.